# Regiunea Tahoua
Tahoua este o regiune din Niger.